# أماني ريديس الأولى
أماني ريديس الأولي أو امنرديس الأولى (اسم العرش: حتنفرمونت) كانت زوجة آمون خلال الأسرة الخامسة والعشرين في مصر القديمة.  أصلها من مملكة كوش ، وقيل انها كانت ابنة فرعون كاشتا والملكة ببتما ، وتم تبنيها في وقت لاحق من قبل شبنؤبت الأولى . تسلقت الي الحكم ككاهنة عالية ، وظهرت في العديد من القطع الأثرية من تلك الفترة.

## سيرة شخصية
كانت أميرة كوشية ، ابنة الفرعون كاشتا والملكة ببتما . من المرجح أن تكون أخت الفراعنة شباكا وبعنخي.   رتب كاشتا لتبني امنرديس الأولى من قبل المتعبدة الإلهية لآمون ، شيبينوبيت الاولي ، في طيبة كي تكون خليفة لها.  وهذا يدل على أن الفرعون النوبي كاشتا كان يسيطر بالفعل على صعيد مصر قبل حكم خليفته بعنخي. 
حكمت ككاهنة عليا تقريبًا بين 700و 714 قبل الميلاد ، في عهد شباكا و شبتكو ، وتبنت ابنة بغنخي كخليفة لها.  كما أنها حملت الألقاب الكهنوتية المتعبدة الإلهية لآمون ويد الله .  عند وفاتها ، دفنت في قبر في مدينة هابو .
وقد ظهرت في معبد أوزيريس-هيكادجيت («أوزوريس ، حاكم الخلود») في مجمع معبد الكرنك ، وفي وادي جاسوس ، جنبًا إلى جنب مع شبنؤبت الأولى.  يوجد تمثال لامنرديس الأولى منحوت من الجرانيت ومزين بورق ذهبي في المتحف النوبي الموجود في مدينة أسوان بصعيد مصر . تظهر في التمثال متزينة كما لو كانت مصرية ، مع تشابه لصور إيزيس وحتحور . ومع ذلك ، فإن السمات الجسدية لأمينيرديس على التمثال تظهر تأثيرًا أفريقيًا مميزًا في أسلوب الكوشيين في الأسرة الخامسة والعشرين. 
| قبلها: شبنؤبت الأولى | زوجة آمون · المتعبدة الإلهية لآمون | بعدها: شبنؤبت الثانية |